# Second lady degli Stati Uniti d'America
Second Lady o Second Gentlman degli Stati Uniti d'America (in inglese: Second Lady/Gentleman Of The United States, abbreviato in "SLOTUS" o "SGOTUS") è il titolo dato al/alla consorte della/del vicepresidente degli Stati Uniti d'America. Ha il compito di seguire la/il consorte durante gli incontri ufficiali, secondo il protocollo.
L'attuale Second Lady è Usha Vance, moglie del Vicepresidente degli Stati Uniti J. D. Vance.

## Ruolo
Second Lady è un appellativo dato alle mogli dei Vicepresidenti degli Stati Uniti, sulla falsariga della First Lady degli Stati Uniti d'America, che è invece la moglie del Presidente degli Stati Uniti. La visibilità pubblica della Second Lady degli Stati Uniti è un fenomeno relativamente recente. Se il ruolo della First Lady come padrona della Casa Bianca risale alle origini della Repubblica (e viene in genere ricoperto da un'altra donna facente parte della famiglia del presidente in caso in cui egli sia vedovo, celibe o divorziato), è stato solo tra la fine del XX e l'inizio del XXI secolo che le mogli dei Vicepresidenti hanno cominciato ad assumere un certo ruolo pubblico, attirando così l'attenzione dei media.
Tipper Gore, moglie di Al Gore, è stata coinvolta in diverse campagne per liberalizzare l'intrattenimento popolare americano come il cinema, la televisione e la musica, campo in cui era stata attivista già al tempo in cui il marito era ancora senatore. Ha criticato alcuni artisti per il loro uso del turpiloquio ed ha spesso discusso con toni critici con personaggi come Jello Biafra, cantante dei Dead Kennedys.
Lynne Cheney, moglie del vicepresidente Dick Cheney, è stata promotrice di una riforma dell'istruzione, evidenziando falle specifiche del sistema educativo americano. Fu particolarmente impegnata per l'insegnamento della storia americana ed ha scritto, sul tema, cinque pubblicazioni di successo rivolte a bambini e famiglie. Jill Biden, moglie di Joe Biden, invece, ha lavoratо come insegnante di inglese al Northern Virginia Community College ed è stata la prima moglie di un Vicepresidente a continuare a svolgere regolarmente il proprio lavoro durante il periodo del mandato del marito. Ha inoltre partecipato a varie cause e campagne, tra cui quelle sull'informazione sul cancro e l'analfabetismo.
Nel 2021, con la nomina a vicepresidente di Kamala Harris, prima donna di sempre a ricoprire tale ruolo, Douglas Emhoff, marito della Harris, diventa il primo Second Gentleman della storia.

## Elenco

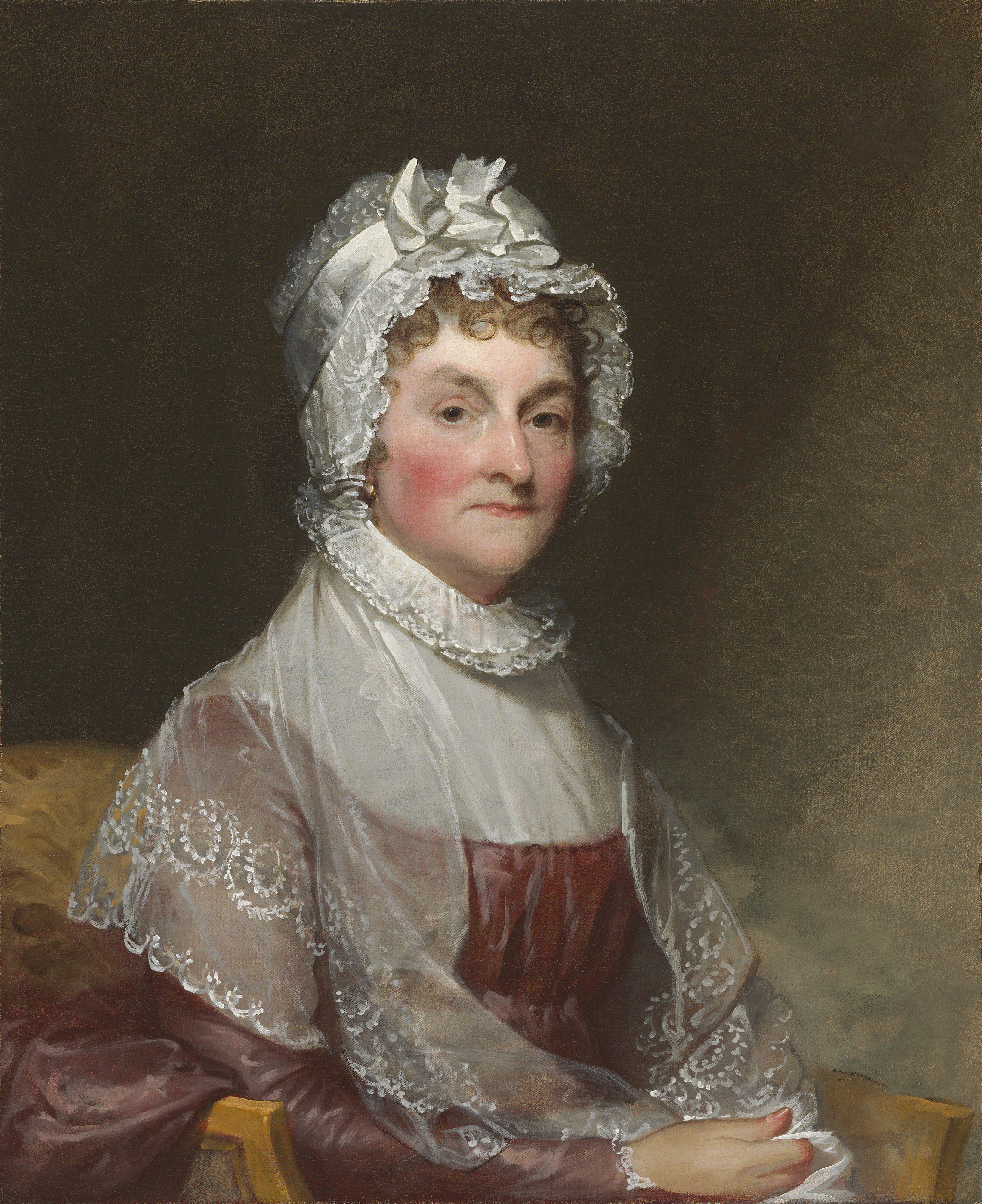
Abigail Adams fu la prima a divenire second lady.

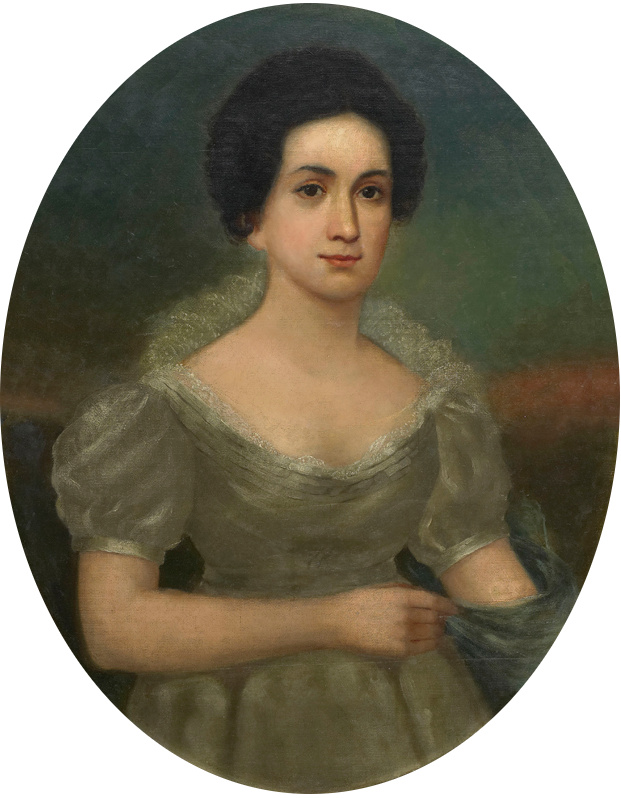
Letitia Tyler fu la prima second lady che divenne first lady per la morte del presidente in carica.

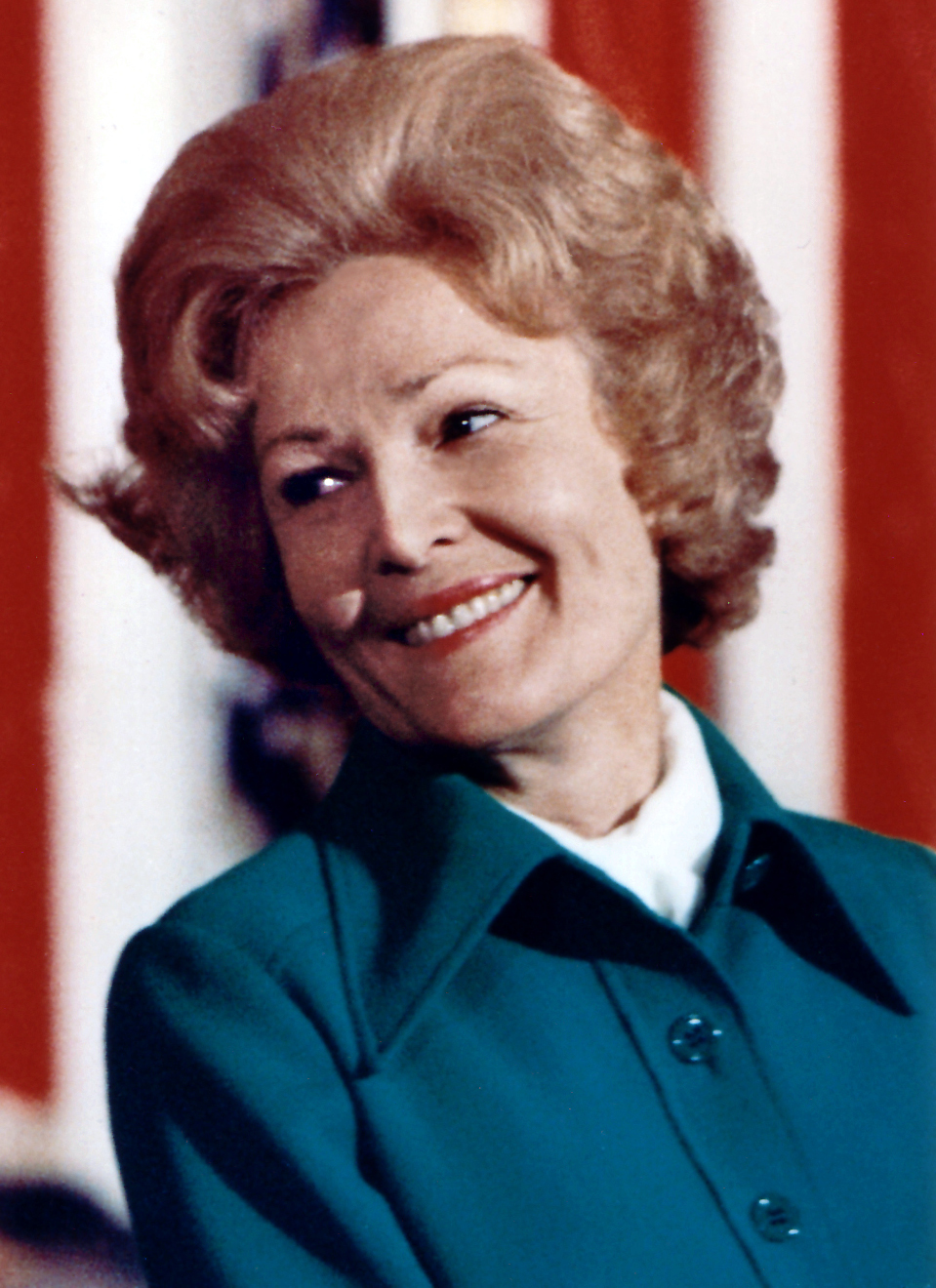
Pat Nixon moglie del vicepresidente Richard Nixon che accompagnò spesso nei viaggi; successivamente diverrà anche first lady.

| Nome                           | Vicepresidente         | Inizio           | Fine              | Note                                         |
| ------------------------------ | ---------------------- | ---------------- | ----------------- | -------------------------------------------- |
| Abigail Adams                  | John Adams             | 21 aprile 1789   | 4 marzo 1797      |                                              |
| -                              | Thomas Jefferson       | 4 marzo 1797     | 4 marzo 1801      | Vicepresidente vedovo.                       |
| -                              | Aaron Burr             | 4 marzo 1801     | 4 marzo 1805      | Vicepresidente vedovo.                       |
| -                              | George Clinton         | 4 marzo 1805     | 4 marzo 1813      | Vicepresidente vedovo.                       |
| Ann Gerry                      | Elbridge Gerry         | 4 marzo 1813     | 23 novembre 1814  | Rimasta vedova.                              |
| Hannah Tompkins                | Daniel D. Tompkins     | 4 marzo 1817     | 4 marzo 1825      |                                              |
| Florida Calhoun                | John C. Calhoun        | 4 marzo 1825     | 28 dicembre 1832  | Dimissioni del coniuge.                      |
| -                              | Martin Van Buren       | 4 marzo 1833     | 4 marzo 1837      | Vicepresidente vedovo.                       |
| -                              | Richard Mentor Johnson | 4 marzo 1837     | 4 marzo 1841      | Vicepresidente non sposato.                  |
| Letitia Christian Tyler        | John Tyler             | 4 marzo 1841     | 4 aprile 1841     | Il coniuge subentra alla presidenza.         |
| Sophia Dallas                  | George M. Dallas       | 4 marzo 1845     | 4 marzo 1849      |                                              |
| Abigail Fillmore               | Millard Fillmore       | 4 marzo 1849     | 9 luglio 1850     | Il coniuge subentra alla presidenza.         |
| -                              | William R. King        | 4 marzo 1853     | 18 aprile 1853    | Vicepresidente non sposato.                  |
| Mary Cirene Burch Breckinridge | John C. Breckinridge   | 4 marzo 1857     | 4 marzo 1861      |                                              |
| Ellen Vesta Emery Hamlin       | Hannibal Hamlin        | 4 marzo 1861     | 4 marzo 1865      |                                              |
| Eliza Johnson                  | Andrew Johnson         | 4 marzo 1865     | 15 aprile 1865    | Il coniuge subentra alla presidenza.         |
| Ellen Maria Colfax             | Schuyler Colfax        | 4 marzo 1869     | 4 marzo 1873      |                                              |
| -                              | Henry Wilson           | 4 marzo 1873     | 22 novembre 1975  | Vicepresidente non sposato.                  |
| -                              | William A. Wheeler     | 4 marzo 1877     | 4 marzo 1881      | Vicepresidente non sposato.                  |
| -                              | Chester A. Arthur      | 4 marzo 1881     | 19 settembre 1881 | Vicepresidente non sposato.                  |
| Eliza Hendricks                | Thomas A. Hendricks    | 4 marzo 1885     | 25 novembre 1885  | Rimasta vedova.                              |
| Anna Morton                    | Levi Morton            | 4 marzo 1889     | 4 marzo 1893      |                                              |
| Letitia Stevenson              | Adlai E. Stevenson     | 4 marzo 1893     | 4 marzo 1897      |                                              |
| Jennie Tuttle Hobart           | Garret Hobart          | 4 marzo 1897     | 21 novembre 1899  | Rimasta vedova.                              |
| Edith Roosevelt                | Theodore Roosevelt     | 4 marzo 1901     | 14 settembre 1901 | Il coniuge subentra alla presidenza.         |
| Cornelia Cole Fairbanks        | Charles W. Fairbanks   | 4 marzo 1905     | 4 marzo 1909      |                                              |
| Carrie Babcock Sherman         | James S. Sherman       | 4 marzo 1909     | 30 ottobre 1912   | Rimasta vedova.                              |
| Lois Irene Marshall            | Thomas R. Marshall     | 4 marzo 1913     | 4 marzo 1921      |                                              |
| Grace Coolidge                 | Calvin Coolidge        | 4 marzo 1921     | 2 agosto 1923     | Il coniuge subentra alla presidenza.         |
| Caro Dawes                     | Charles G. Dawes       | 4 marzo 1925     | 4 marzo 1929      |                                              |
| -                              | Charles Curtis         | 4 marzo 1929     | 4 marzo 1933      | Vicepresidente vedovo.                       |
| Mariette Rheiner Garner        | John Nance Garner      | 4 marzo 1933     | 20 gennaio 1945   |                                              |
| Ilo Wallace                    | Henry A. Wallace       | 20 gennaio 1941  | 20 gennaio 1945   |                                              |
| Bess Truman                    | Harry S. Truman        | 20 gennaio 1945  | 12 aprile 1945    | Il coniuge subentra alla presidenza.         |
| Jane Hadley Barkley            | Alben W. Barkley       | 18 novembre 1949 | 20 gennaio 1953   | Vicepresidente sposatosi durante il mandato. |
| Pat Nixon                      | Richard Nixon          | 20 gennaio 1953  | 20 gennaio 1961   |                                              |
| Lady Bird Johnson              | Lyndon Johnson         | 20 gennaio 1961  | 22 novembre 1963  | Il coniuge subentra alla presidenza.         |
| Muriel Humphrey Brown          | Hubert Humphrey        | 20 gennaio 1965  | 20 gennaio 1969   |                                              |
| Judy Agnew                     | Spiro Agnew            | 20 gennaio 1969  | 10 ottobre 1973   | Dimissioni del coniuge.                      |
| Betty Ford                     | Gerald Ford            | 6 dicembre 1973  | 9 agosto 1974     | Il coniuge subentra alla presidenza.         |
| Happy Rockefeller              | Nelson Rockefeller     | 19 dicembre 1974 | 20 gennaio 1977   |                                              |
| Joan Mondale                   | Walter Mondale         | 20 gennaio 1977  | 20 gennaio 1981   |                                              |
| Barbara Bush                   | George H. W. Bush      | 20 gennaio 1981  | 20 gennaio 1989   | Il coniuge diventa presidente nel 1989       |
| Marilyn Quayle                 | Dan Quayle             | 20 gennaio 1989  | 20 gennaio 1993   |                                              |
| Tipper Gore                    | Al Gore                | 20 gennaio 1993  | 20 gennaio 2001   |                                              |
| Lynne Cheney                   | Dick Cheney            | 20 gennaio 2001  | 20 gennaio 2009   |                                              |
| Jill Biden                     | Joe Biden              | 20 gennaio 2009  | 20 gennaio 2017   | Il coniuge diventa presidente nel 2021       |
| Karen Pence                    | Mike Pence             | 20 gennaio 2017  | 20 gennaio 2021   |                                              |
| Douglas Emhoff                 | Kamala Harris          | 20 gennaio 2021  | 20 gennaio 2025   | Primo Second Gentleman della storia.         |
| Usha Vance                     | J. D. Vance            | 20 gennaio 2025  | in carica         |                                              |

## Ex second lady e gentleman viventi
| Second Spouse  | Presidenza | Presidenza | Data di nascita | Partito      | Coniuge       |
| -------------- | ---------- | ---------- | --------------- | ------------ | ------------- |
| Marilyn Quayle | 41         | 1989-1993  | 29 luglio 1949  | Repubblicano | Dan Quayle    |
| Tipper Gore    | 42         | 1993-2001  | 19 agosto 1948  | Democratico  | Al Gore       |
| Lynne Cheney   | 43         | 2001-2009  | 14 agosto 1941  | Repubblicano | Dick Cheney   |
| Jill Biden     | 44         | 2009-2017  | 3 giugno 1951   | Democratico  | Joe Biden     |
| Karen Pence    | 45         | 2017-2021  | 1º gennaio 1957 | Repubblicano | Mike Pence    |
| Douglas Emhoff | 46         | 2021-2025  | 13 ottobre 1964 | Democratico  | Kamala Harris |